# Santa Maria Annunziata in Borgo

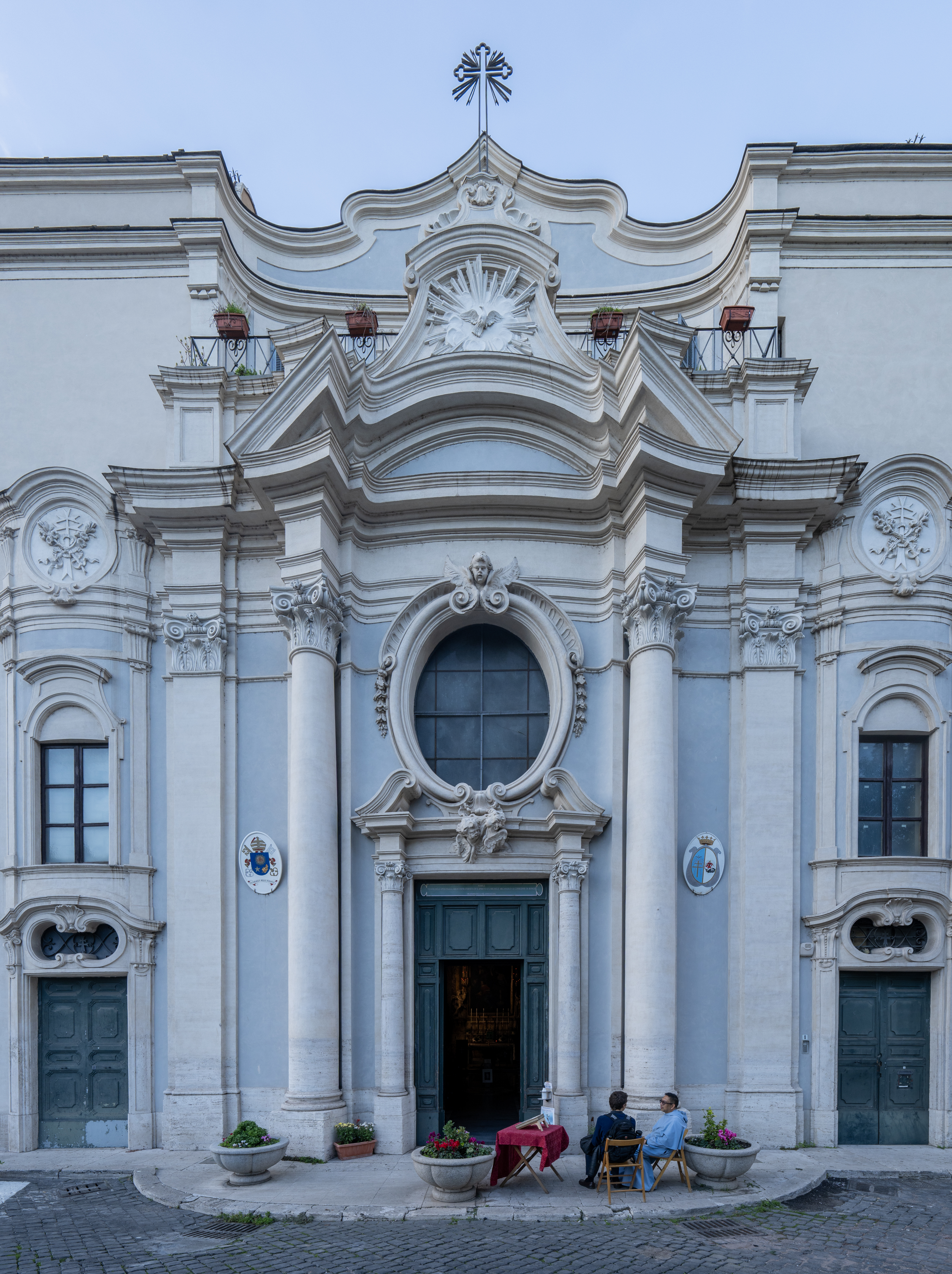
Oratorio Santa Maria Annunziata in Borgo

Santa Maria Annunziata in Borgo, im Volksmund als Nunziatina (oder Annunziatina) bekannt, ist eine barocke Kirche in Rom im Viertel Borgo mit Blick auf den Lungotevere Vaticano.

## Geschichte
Die Kirche wurde zwischen 1742 und 1745 vom Architekten Pietro Passalacqua als Oratorium für die Bruderschaft des Ospedale di Santo Spirito in Sassia entlang des Borgo Santo Spirito erbaut. Im Jahr 1940 wurde das Oratorium aufgrund des Baus der Via della Conciliazione durch Mussolini abgebaut und zehn Jahre später im Heiligen Jahr 1950 an der heutigen Stelle gegenüber dem Tiber wieder aufgebaut.

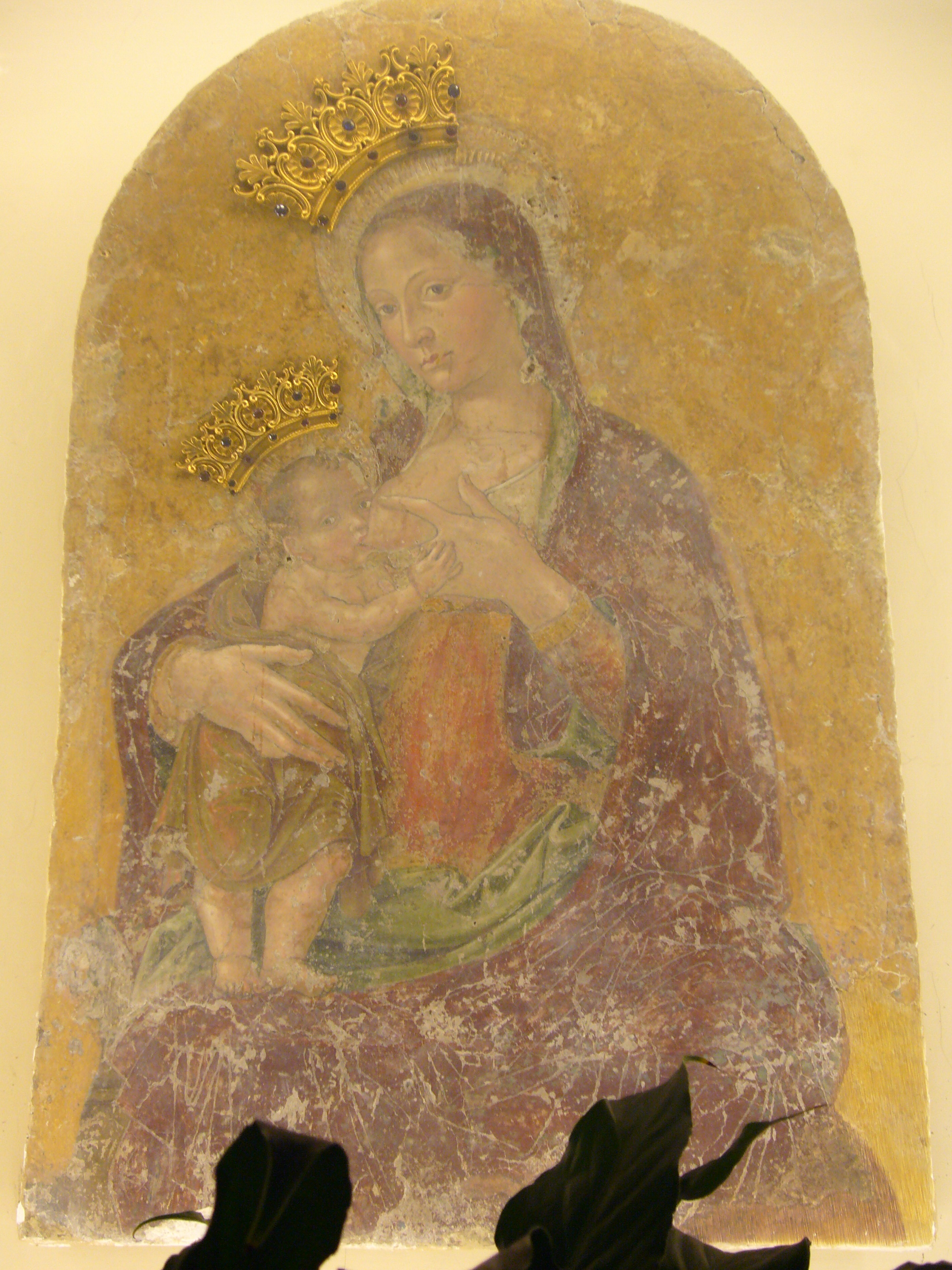
Stillende Jungfrau mit dem Kind, Fresko, Antoniazzo Romano zugeschrieben

## Beschreibung
Die Fassade ist ein raffiniertes Beispiel des Barockstils des 18. Jahrhunderts in Rom. Der Innenraum hat ein einziges Kirchenschiff mit Putzdekorationen. Es beherbergt Kunstwerke, die früher in der Kirche Sant’Angelo ai Corridori entlang des Borgo Sant’Angelo waren, die in den 1930er Jahren zerstört und nicht mehr wieder aufgebaut wurde. Darunter sind ein Fresko, das Maria lactans mit dem Kind darstellt und Antoniazzo Romano zugeschrieben wird, eine Bronzestatue Der Erzengel Michael im Kampf mit Luzifer sowie eine Lünette mit der Erscheinung des Erzengels Michael bei Papst Gregor dem Großen.

## Einzelbelege
1. ↑  Hoffmann: S.Maria Annunziata. In: RomaSegreta. 14. August 2021, abgerufen am 1. Oktober 2023 (italienisch).
2. ↑  vgl. Engelsburg#Herkunft des Namens

Koordinaten: 41° 54′ 6,7″ N, 12° 27′ 49″ O